# Ino du Lupin
Ino du Lupin, född 16 mars 2018, är en fransk varmblodig travhäst som tränas av Jean-Paul Marmion och körs av Antoine Wiels.
Han började tävla 2021 och han har hittills sprungit in 424 860 euro på 24 starter, varav 18 segrar, 2 andraplatser och 1 tredjeplats. Karriärens hittills största seger är tagen i Prix Michel-Marcel Gougeon (2024).
Han har även segrat i Letrot Open des Regions - 4 ans (2022), Prix Jean Cabrol (2024), Prix Aletheia (2024) och kommit på andraplats i Prix de Mirande (2023) och Prix Narquois (2023).
Greco Bello

## Statistik
| Statistik för Ino du Lupin (Ref.) | Statistik för Ino du Lupin (Ref.) | Statistik för Ino du Lupin (Ref.) | Statistik för Ino du Lupin (Ref.) | Statistik för Ino du Lupin (Ref.) | Statistik för Ino du Lupin (Ref.) |
| --------------------------------- | --------------------------------- | --------------------------------- | --------------------------------- | --------------------------------- | --------------------------------- |
| Starter                           | Placeringar                       | Startprissumma                    | Segerprocent                      | Platsprocent                      | Rekord                            |
| 24                                | 18-2-1                            | 424 860 euro                      | 75 %                              | 88 %                              | 1.11,7ak,                         |

### Större segrar
| År   | Lopp                            | Kusk          | Vinstbelopp | Grupp   |
| ---- | ------------------------------- | ------------- | ----------- | ------- |
| 2022 | Letrot Open des Regions - 4 ans | Antoine Wiels | 36 000 EUR  | Grupp 3 |
| 2024 | Prix Michel-Marcel Gougeon      | Antoine Wiels | 40 500 EUR  | Grupp 3 |
| 2024 | Prix Jean Cabrol                | Antoine Wiels | 33 750 EUR  | Grupp 3 |